# Schermen
Schermen ist eine Ortschaft der Gemeinde Möser im Landkreis Jerichower Land in Sachsen-Anhalt.

## Geographie
Der Ortsteil liegt im Südwesten des Landkreises Jerichower Land am westlichen Rand des Höhenzuges Hoher Fläming. Der bebaute Siedlungskern ist etwa 0,8 km² groß und liegt auf einer Höhe von 65 bis 48 Metern, nach Nordwesten abfallend. Schermen liegt eingebettet zwischen dem Külzauer Forst im Westen und dem Wulffenschen Forst im Osten. Nordöstlich des Ortes erstreckt sich ein zwei km² großes Feuchtgebiet des Beeke-Quellgeländes. Zwei Kilometer südöstlich erheben sich der 105 Meter hohe Kapaunberg und der 102 Meter hohe Kapaunenberg, die zu den höchsten Erhebungen des Landkreises gehören. Das Verwaltungszentrum Möser ist zwei Kilometer, die Kreisstadt Burg fünf Kilometer entfernt.

## Geschichte
Die Besiedlung des Ortes lässt sich archäologisch bereits für das 3. und 4. Jahrhundert n. Chr. nachweisen. Im 10. Jahrhundert gehörte die altslawische Siedlung zur Burgwardei Biederitz. Bereits Anfang des 14. Jahrhunderts befand sich in Schermen eine Kirche, in der 1316 eine Nonne und 1318 ein Mönch bestattet wurden. Die erste urkundliche Erwähnung stammt aus dem Jahr 1397. Das bereits im 15. Jahrhundert existierende Rittergut war zunächst im Besitz der Grafen von Lindow-Ruppin, geriet 1562 in die Hände der Adelsfamilie von Meyendorf und gelangte 1616 durch Vererbung an die Familie von Alvensleben auf Randau. Während des Dreißigjährigen Krieges erlitt der Ort schwere Zerstörungen. Nach der Säkularisation des Erzbistums Magdeburg kam Schermen 1680 unter brandenburgisch-preußische Herrschaft und war zunächst dem Holzkreis ab 1773 dem Ziesarschen Kreis zugeordnet. Mit der preußischen Verwaltungsordnung von 1815 kam der Ort zum Landkreis Jerichow I. Zu dieser Zeit hatte Schermen 162 Einwohner (1818). Zunächst abseits der alten Poststraße Magdeburg–Burg gelegen, erhielt das Dorf 1824 Anschluss an die neue Fernstraße Magdeburg–Berlin. Dadurch erhöhte sich die Einwohnerzahl im 40 Wohnhäuser umfassenden Ort bis 1842 auf 339. Es hatten sich eine Wassermühle, eine große Brennerei und eine Ziegelei angesiedelt. In den 1920er Jahren wurde das ehemalige Rittergut durch die Gemeinde aufgesiedelt. Vor dem Ausbruch des Zweiten Weltkrieges lebten 1133 Menschen in Schermen (1939). Mit der Gebietsreform der DDR von 1952 wurde Schermen dem Kreis Burg im Bezirk Magdeburg zugeordnet. Bis 1964 erhöhte sich die Einwohnerzahl nur leicht auf 1143. Seit der deutschen Wiedervereinigung 1990 liegt Schemen im Bundesland Sachsen-Anhalt. Im Zuge einer Gebietsreform wurde der Ort 1994 dem neu gebildeten Landkreis Jerichower Land zugeordnet. Seit dem 1. Januar 2010 ist Schermen ein Ortsteil der Gemeinde Möser.

## Politik

### Ortschaftsrat und Ortsbürgermeister
Als Ortschaft der Einheitsgemeinde Möser übernimmt ein so genannter Ortschaftsrat die Wahrnehmung der speziellen Interessen des Ortes innerhalb bzw. gegenüber den Gemeindegremien. Er wird aus sieben Mitgliedern gebildet. Als weiteres ortsgebundenes Organ fungiert der Ortsbürgermeister, dieses Amt wird zurzeit von Marko Simon (SPD) wahrgenommen.

### Wappen und Flagge
Das von der Heraldischen Gesellschaft Schwarzer Löwe in Leipzig gestaltete Ortswappen wurde am 15. März 1995 durch das Regierungspräsidium Magdeburg genehmigt. Im Genehmigungsverfahren wurde folgende Blasonierung dokumentiert: „In Silber aus einem grünen Schildfuß wachsend ein grüner Maulbeerbaum mit schwarzem Stamm.“ Der dargestellte Maulbeerbaum war bereits auf Siegeln aus dem 18. Jh. zu finden und ist das Wahrzeichen des Ortes (s. u. Sehenswürdigkeiten).
Die Ortsfarben sind Grün-Silber (Weiß). Diese Farbkombination trägt auch die Ortsflagge, die das Regierungspräsidium am 12. Oktober 2001 genehmigte. Sie ist 1:1 grün-weiß gestreift, wobei auf der Hissflagge die Streifen senkrecht und auf der Querflagge die Streifen waagerecht verlaufen. Beide Flaggenarten sind mit dem Ortswappen belegt (Hissflagge oberhalb der Mitte, Querflagge mittig).

## Bauwerke und Sehenswürdigkeiten
- Im östlichen Ortskern liegt die im Ursprung spätromanische evangelische Dorfkirche Schermen mit Ausstattung aus dem 16. und 17. Jahrhundert.
- Westlich des Orts liegt die Bocksmühle, eine historische Wassermühle die heute als Gaststätte genutzt wird.
- Auf dem Dorfplatz steht der über 250 Jahre alte Maulbeerbaum von Schermen, das Wahrzeichen des Ortes. Er erinnert an die Initiative des preußischen Königs Friedrich II., der im 18. Jahrhundert Maulbeerplantagen zur Seidenraupenzucht anlegen ließ, um von Seidenimporten unabhängig zu werden. 1775 standen in Schermen 111 nutzbare Maulbeerbäume.
- Auf dem Ortsfriedhof befinden sich Grabstätten für zehn KZ-Häftlinge, darunter eine Frau, die im April 1945 beim Todesmarsch aus einem KZ von SS-Männern ermordet wurden.
- Gedenkstätte Schacht Schermen für die zehn Opfer des Mai 1945

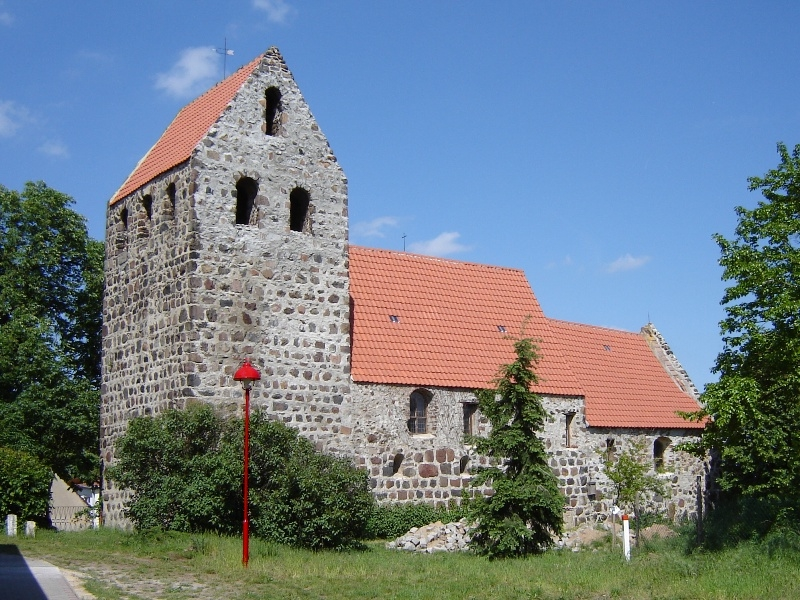
Kirche von Süden
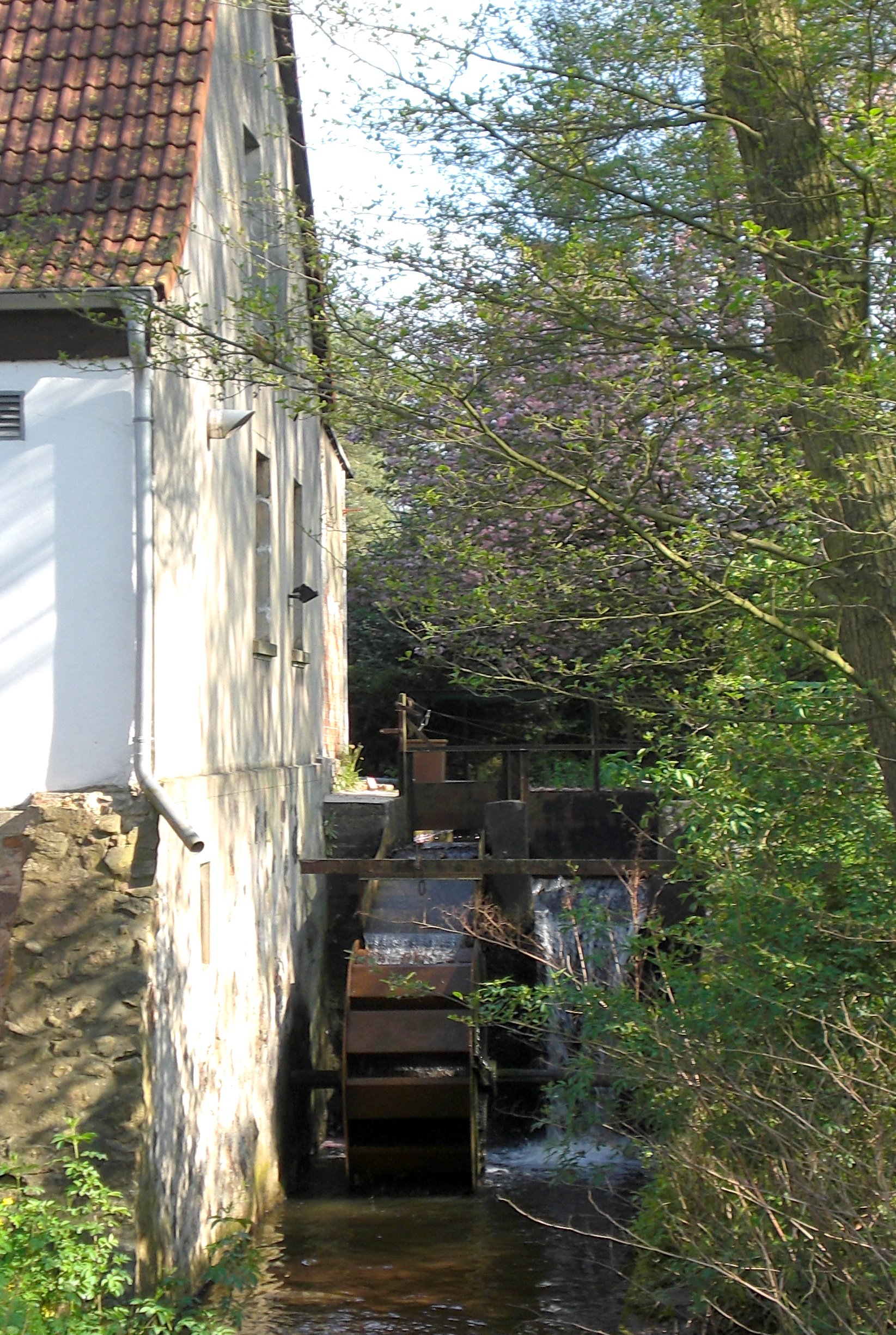
Bocksmühle
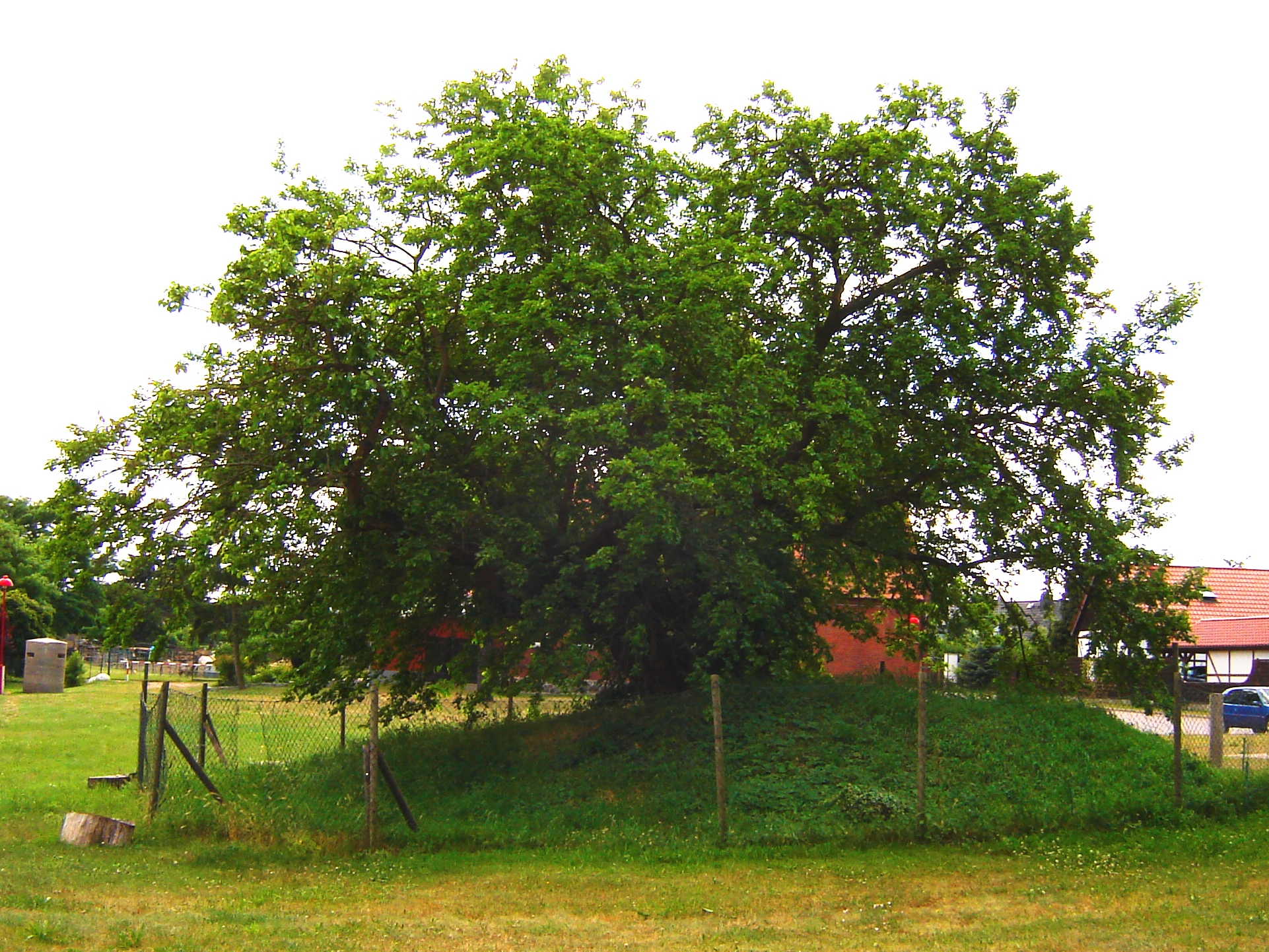
Maulbeerbaum

## Verkehrsanbindung
Durch Schermen verläuft eine ehemalige Teilstrecke der Bundesstraße 1 von Magdeburg nach Burg, die nach dem Bau einer Umgehungsstraße den Ort im Süden und Norden an die Bundesstraße anbindet. Die Anschlussstelle Burg-Zentrum der Autobahn A 2 liegt unmittelbar südlich von Schermen. Die nächsten Regionalbahnhöfe befinden sich in Möser und Burg, der Fernbahnhof Magdeburg ist 19 Kilometer entfernt. Der nächste Hafen des Elbe-Havel-Kanals liegt in Burg.